# Henk Nijhof

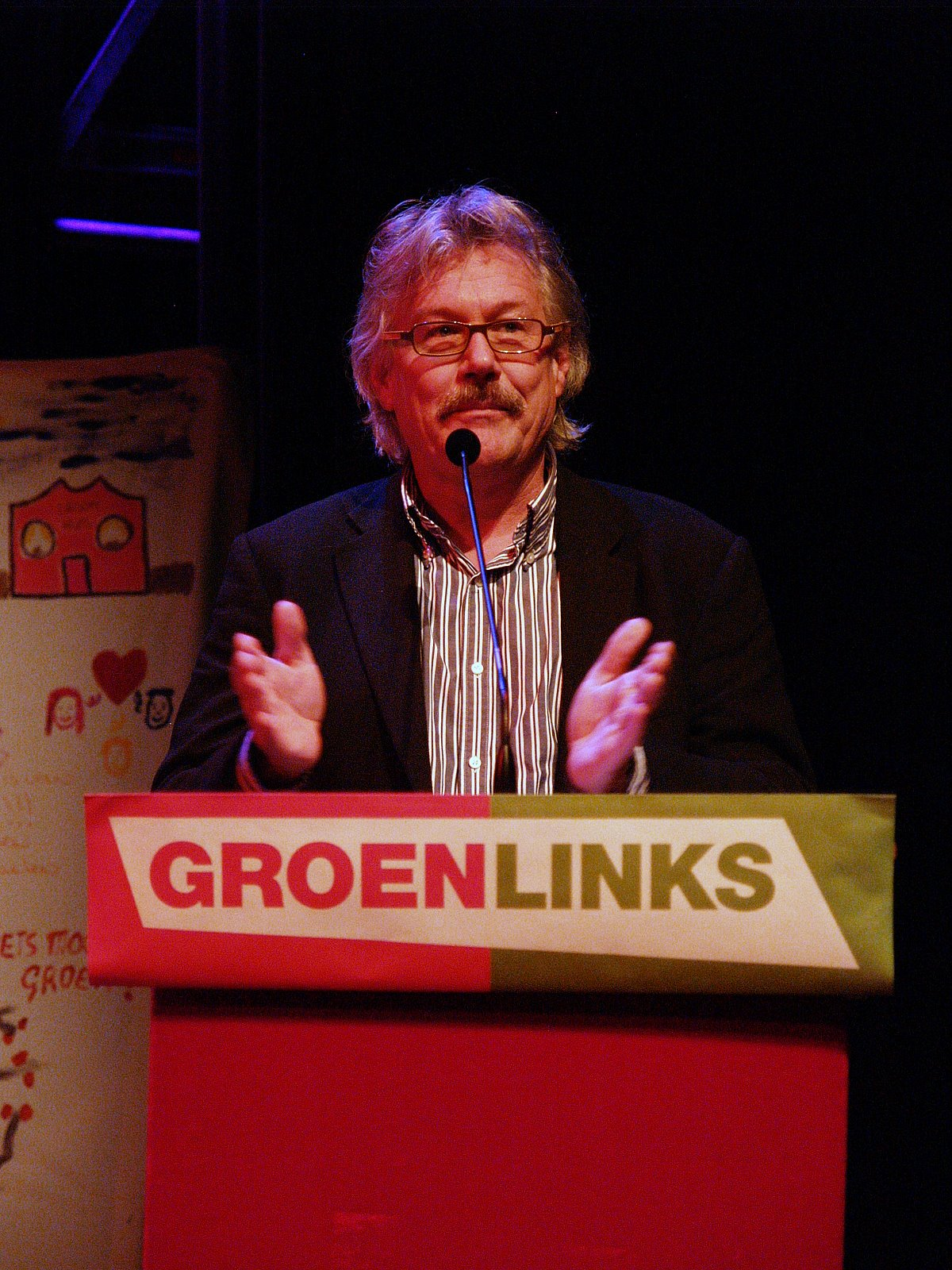
Henk Nijhof

Henk Nijhof (* 8. April 1952) ist ein niederländischer Politiker von der Partei GroenLinks.

## Leben
Nach seinem Lehramts-Studium war Nijhof als Lehrer in Hengelo tätig. Von 1982 bis 1986 saß er im dortigen Stadtrat. In den 1980er Jahren war Nijhof Mitglied der Pacifistisch Socialistische Partij. 1990 wechselte er zu GroenLinks. Von 1994 bis 2006 war er Beigeordneter der Stadt Hengelo. Nijhof war von 2006 bis 2012 Vorsitzender von GroenLinks.